# Sexy nudo
Sexy nudo è un film del 1963, diretto da Roberto Bianchi Montero.